# Ágnes Keleti
Ágnes Keleti, ursprungligen Ágnes Klein, född 9 januari 1921 i Budapest, död 2 januari 2025 i Budapest, var en ungersk-israelisk olympisk mästare och världsmästare i gymnastik, artistisk gymnast och tränare. Hon var fram till sin död den äldsta levande olympiska mästaren och medaljören. Samtidigt som hon representerade Ungern i olympiska sommarspelen fick hon tio olympiska medaljer: fem guldmedaljer, tre silvermedaljer och två bronsmedaljer och anses vara en av de mest framgångsrika judiska olympiska idrottarna genom tiderna. Keleti har fler olympiska medaljer än någon annan person med israeliskt medborgarskap och fler olympiska medaljer än någon annan jude, utom Mark Spitz. Hon var den mest framgångsrika idrottaren vid olympiska sommarspelen  1956. År 1957 emigrerade Keleti från Ungern till Israel, där hon bodde tills hon återvände till Ungern 2015. Hon vann sitt första OS-guld som 31-åring år 1952 i Helsingfors, och fyra till i Melbourne år 1956. Därmed blev hon också den äldsta kvinnliga guldmedaljören i gymnastik.

## Biografi

### Barndom och ungdom
Keleti, som var judinna, föddes i Budapest i Ungern. Hon började med gymnastik vid fyra års ålder och var när hon var 16 år ungersk nationell mästare i gymnastik. Under sin karriär, mellan 1937 och 1956, vann hon mästerskapstiteln tio gånger.

### Livet under andra världskriget
Keleti ansågs vara ett framtidshopp för det ungerska laget vid Olympiska sommarspelen 1940, men utvidgningen av andra världskriget omöjliggjorde Olympiska spelen både 1940 och 1944. Hon avstängdes från sin gymnastikklubb 1941 som icke-arisk. Keleti tvingades gömma sig för att överleva kriget. Eftersom hon hade hört ett rykte om att gifta kvinnor inte fördes till arbetsläger, gifte hon sig 1944 med István Sárkány. Han var en ungersk gymnast på 1930-talet som uppnådde nationella titlar och deltog i Olympiska sommarspelen 1936 i Berlin. Makarna skilde sig 1950. Keleti överlevde kriget genom att köpa och använda en kristen flickas identitetshandlingar och arbeta som hembiträde i en liten by. Hennes mor och syster gömde sig och räddades av den svenska diplomaten Raoul Wallenberg. Hennes far och andra släktingar gasades av nazisterna i koncentrationslägret i Auschwitz. Hon lyckades överleva Förintelsen genom att gömma sig på den ungerska landsbygden. Hon ingick sedermera ett andra äktenskap och fick flera barn.

### Karriär efter andra världskriget
Efter kriget spelade Keleti cello som yrkesmusiker och återupptog samtidigt sin idrottsliga träning. Hon kvalificerade sig till Olympiska sommarspelen 1948, men missade tävlingen på grund av att ett ligament i fotleden gick av. Hon är listad på den officiella listan över deltagare i gymnastik som Ágnes Sárkány. Vid Universiaden 1949 fick hon fyra guld-, en silver- och en bronsmedalj.
Hon fortsatte att träna och tävlade vid OS för första gången vid 31 års ålder vid Olympiska sommarspelen 1952 i Helsingfors. Hon fick fyra medaljer: guld i fristående, silver i lagtävlingen och brons i bärbara redskap och dubbelbarr. Keleti fortsatte till Världsmästerskapen i gymnastik 1954, där hon vann i dubbelbarr och blev världsmästare. Vid Olympiska sommarspelen 1956 i Melbourne vann Keleti sex medaljer, inklusive guldmedaljer, i tre av de fyra individuella tävlingsfinalerna: fristående, barr och bom och placerade sig på andra plats i allround. Hon var den mest framgångsrika idrottaren i dessa tävlingar. Det ungerska laget placerade sig först i tävlingen för bärbara redskap och som tvåa i lagtävlingen. Vid 35 års ålder blev Keleti den äldsta kvinnliga gymnasten någonsin som vunnit guld. Sovjetunionen invaderade Ungern under Olympiska sommarspelen 1956. Keleti beslutade tillsammans med 44 andra idrottare från den ungerska delegationen att stanna kvar i Australien, där hon fick politisk asyl. Hon blev tränare för australiska gymnaster.